# FC Volendam
El FC Volendam és un club de futbol neerlandès de la ciutat de Volendam.

## Història

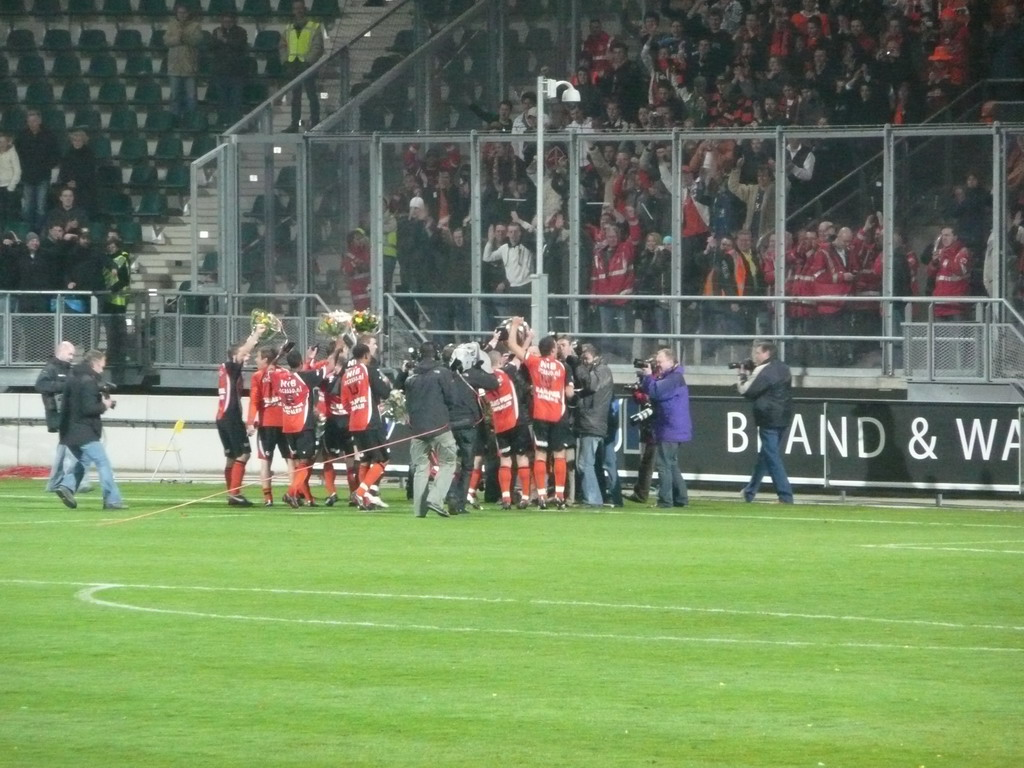
Victoria a la Eerste Divisie 2007–08.

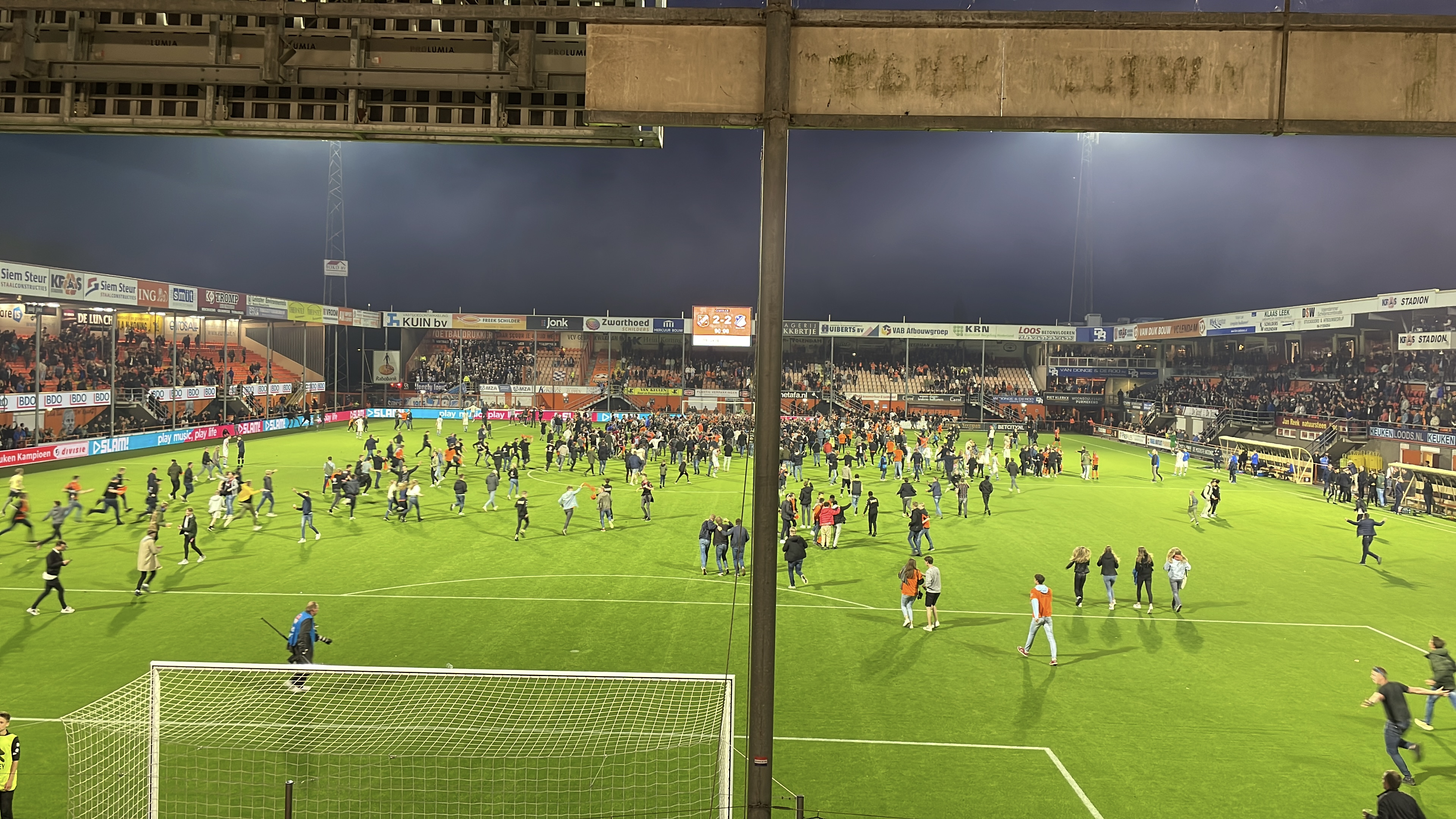
Seguidors celebren l'ascens el 2022.

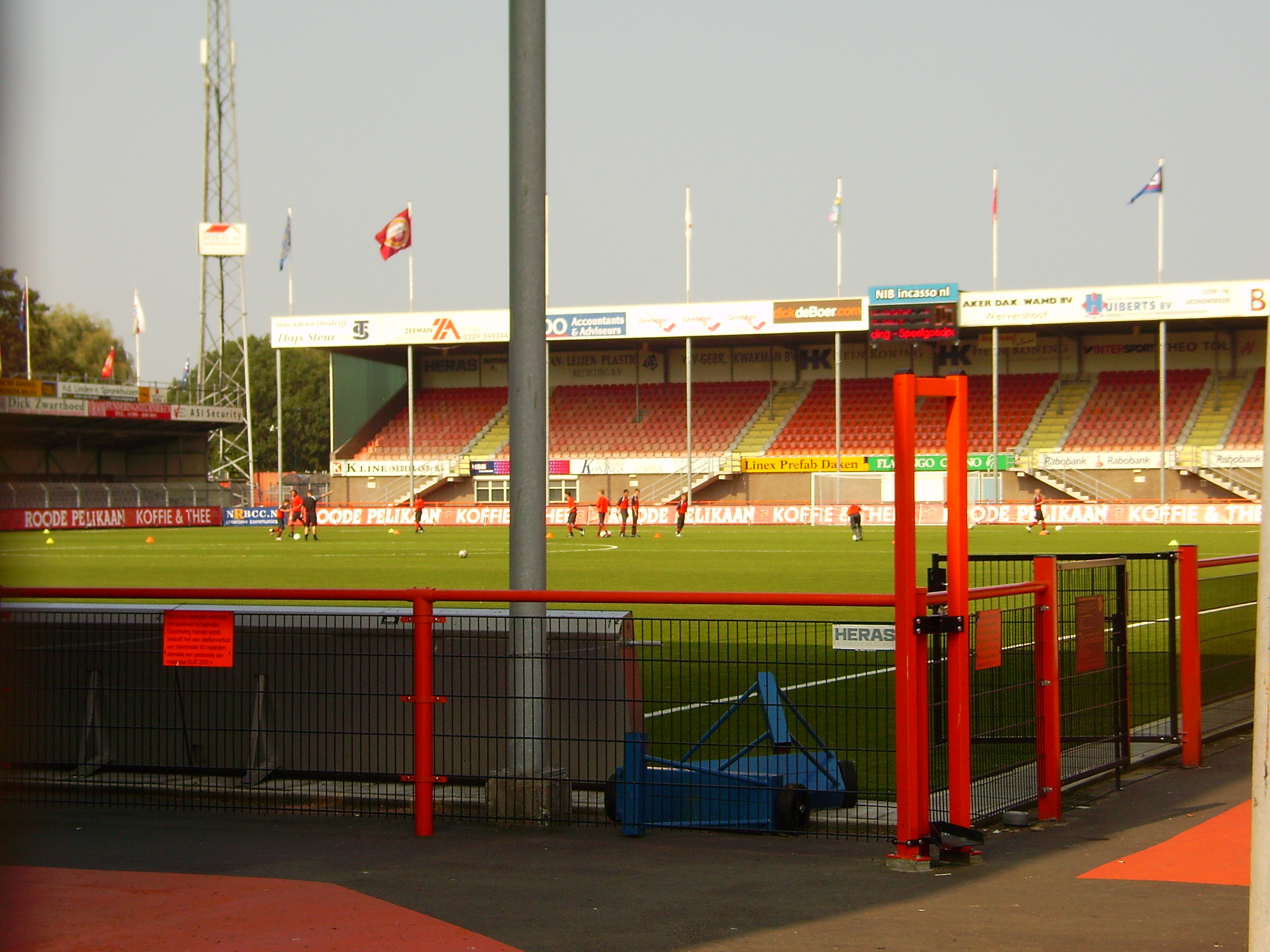
Estadi Kras.

El Volendam va ser fundat com a Victoria l'1 de juny de 1920. L'any 1923 el club ja havia estat rebatejat com a RKSV Volendam. Ingressà a l'Associació Catòlica de Futbol dels Països Baixos. El 1935 i el 1938 guanyà la lliga catòlica nacional. Durant la Segona Guerra Mundial, el FC Volendam fou forçat pels nazis a unir-se a la KNVB. El 1955 s'uní a la lliga professional. Començà a la segona divisió (Eerste Divisie). La seva trajectòria a la lliga neerlandesa fou la següent:
- 1955, ingressa a la segona divisió.
- 1959, ascens a primera.
- 1960, descens a segona.
- 1961, ascens a primera.
- 1964, descens a segona.
- 1967, ascens a primera.
- 1969, descens a segona.
- 1970, ascens a primera.
- 1972, descens a segona.
- 1977, ascens a primera.
- 1979, descens a segona.
- 1983, ascens a primera.
- 1985, descens a segona.
- 1987, ascens a primera.
- 1998, descens a segona.
- 2003 ascens a primera.
- 2004, descens a segona.
- 2008, ascens a primera.

Al llarg de la història han destacat al club jugadors amb talent com Wim Jonk, Edwin Zoetebier, Arnold Mühren i Gerrie Mühren.

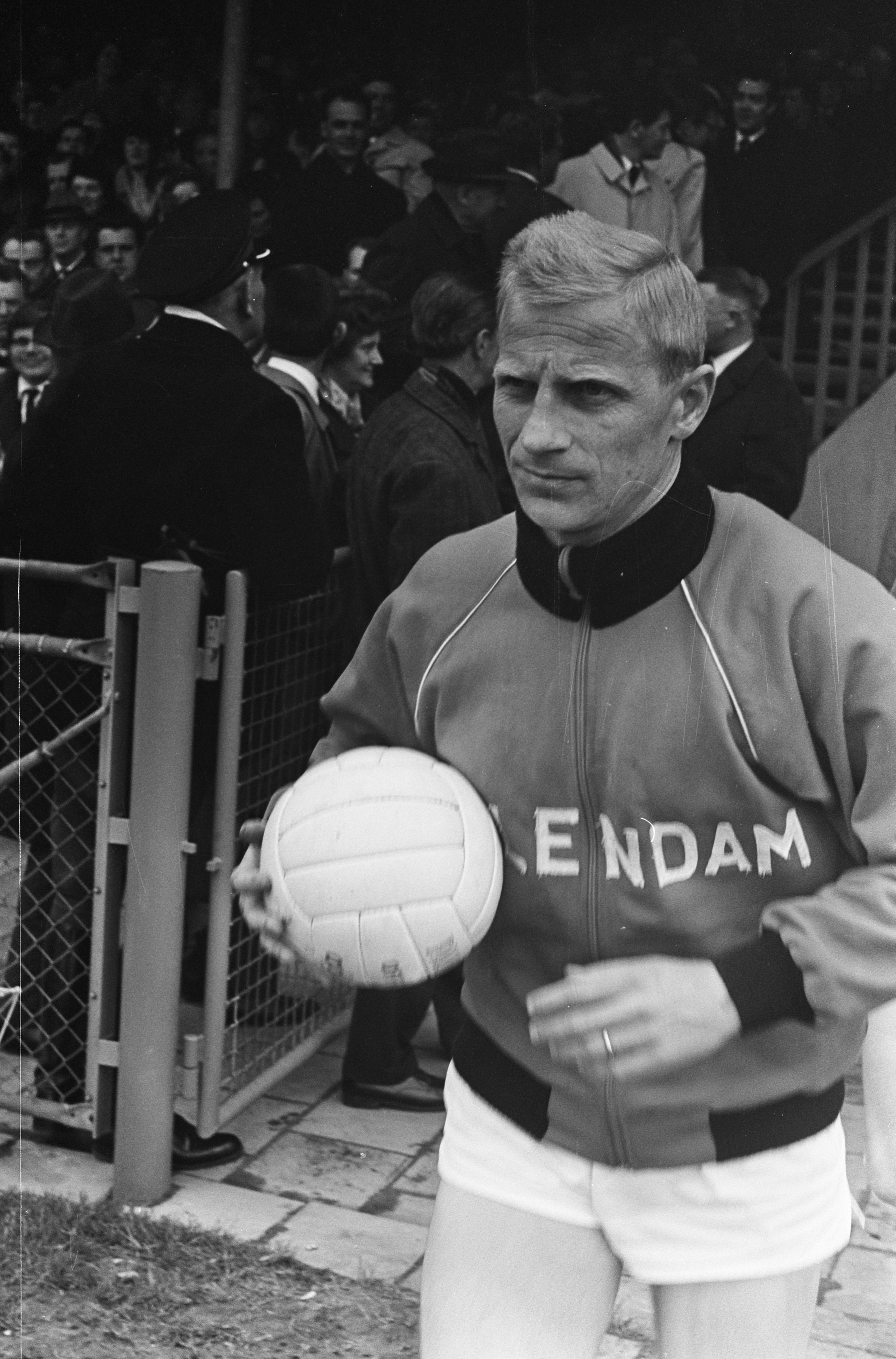
Dick Tol el 1967, màxim golejador del club.

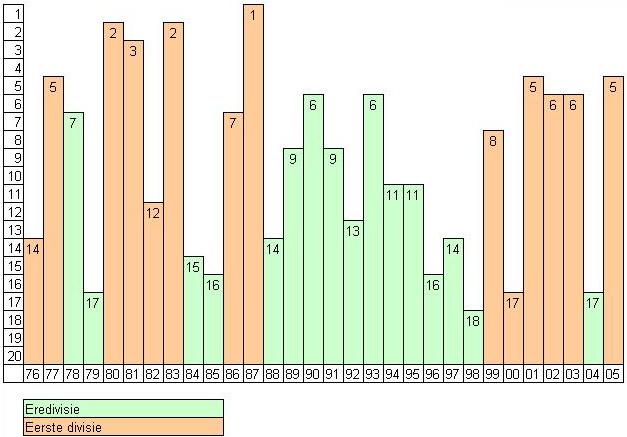
Gràfica FC Volendam 1976-2005

## Palmarès
- Copa KNVB:[3]
  - Finalista el 1958
- Eerste Divisie:
  - 1958-59, 1960-61, 1966-67, 1969-70, 1986-87, 2007-08

## Entrenadors destacats
- Bram Appel
- Leo Beenhakker
- Dick de Boer
- Ernie Brandts
- Jan Brouwer
- Hans Croon
- Ron Dellow
- Job Dragtsma
- Piet Dubbelman
- Henk Ellens
- Barry Hughes
- Bert Jacobs
- Andries Jonker
- Simon Kistemaker
- Fritz Korbach
- Dick Maurer
- Jan Mak
- Wim Rijsbergen
- Leo Steegman
- Arie Steenhouwer
- Bruin Steur
- Joep Steur
- Johan Steur
- Ger Stroker
- Henk Wisman
- Leen van Woerkom
- Hans van der Zee